# Resolució 1712 del Consell de Seguretat de les Nacions Unides
La Resolució 1712 del Consell de Seguretat de les Nacions Unides fou adoptada per unanimitat el 29 de setembre de 2006. Després de recordar totes les resolucions anteriors sobre la situació a Libèria i Àfrica Occidental, en particular les resolucions 1509 (2003), 1667 (2006) i 1694 (2006), el Consell va ampliar el mandat de la Missió de les Nacions Unides a Libèria (UNMIL) durant sis mesos fins al 31 de març de 2007.

## Resolució

### Observacions
El Consell de seguretat va donar la benvinguda a les mesures adoptades pel govern de Libèria per erradicar la corrupció política, i les iniciatives adoptades per la UNMIL, la Comunitat Econòmica dels Estats de l'Àfrica Occidental (ECOWAS) i Unió Africana per donar suport al procés de pau a Libèria; també fou benvinguda l'assistència financera de la comunitat internacional.
La resolució va observar els reptes pendents en completar la reintegració i repatriació dels excombatents i la reestructuració del sector de la seguretat. Mentrestant, la UNMIL s'havia desplegat a les zones frontereres i calia un suport continuat al Tribunal Especial per a Sierra Leone.

### Actes
Actuant en virtut del Capítol VII de la Carta de les Nacions Unides, el Consell de Seguretat va renovar el mandat de la UNMIL fins al 31 de març de 2007 i va reafirmar la seva intenció de redistribuir tropes entre la UNMIL i l'Operació de les Nacions Unides a Costa d'Ivori (UNOCI) de conformitat amb la Resolució 1609 (2005) si calgués.
Mentrestant, es va donar suport a la intenció del Secretari General Kofi Annan de retirar progressivament el contingent de tropes de la UNMIL. Es va demanar que mantingués actualitzat el Consell sobre la reestructuració del sector de la seguretat, la reinserció dels excombatents, la reconciliació política i ètnica, la consolidació de l'autoritat estatal a tota Libèria, la reforma judicial i el control del govern sobre els recursos naturals del país, i l'establiment d'un entorn estable i segur per al creixement econòmic. En aquest context, es demana al Govern liberià que adoptés mesures per assolir els punts de referència en els àmbits clau abans esmentats.